# Сявнозеро (озеро, Сегежский район)
Сявнозеро — пресноводное озеро на территории Поповпорожского сельского поселения Сегежского района Республики Карелии.

## Общие сведения
Площадь озера — 1,6 км². Располагается на высоте 94,3 метров над уровнем моря.
Форма озера лопастная, продолговатая: вытянуто с северо-запада на юго-восток. Берега изрезанные, каменисто-песчаные, преимущественно возвышенные, местами заболоченные.
Из юго-восточной оконечности озера вытекает безымянный водоток, втекающий с левого берега в реку Кяменку, в свою очередь впадающую в Выгозеро.
Код объекта в государственном водном реестре — 02020001211102000006934.